# Filtro passa-faixa

Resposta em frequência de um filtro passa-faixa.

Um exemplo de um filtro passa-faixa utilizando o circuito RLC

Um filtro passa-faixa (ou passa-banda) é um dispositivo que permite a passagem das frequências de uma certa faixa e rejeita (atenua) as frequências fora dessa faixa. Um exemplo de um filtro passa-faixa analógico é o circuito RLC (um circuito resistor-indutor-capacitor). Estes filtros também podem ser obtidos através da combinação entre um filtro passa-baixas e um filtro passa-altas.
Um filtro ideal possuiria uma banda passante totalmente plana (sem atenuação), e iria atenuar completamente todas as frequências fora desta banda. Adicionalmente, a transição para fora da banda seria instantânea em frequência. Na prática, nenhum filtro passa-faixa é ideal. O filtro não atenua todas as frequências fora da faixa desejada; existe uma região em particular fora da banda desejada em que as frequências são atenuadas, mas não rejeitadas. Este é conhecido como o roll-off do filtro, e é geralmente expresso em dB de atenuação por oitava de frequência. Geralmente, o projeto de um filtro busca tornar o roll-off o mais seletivo possível para que posteriormente o filtro trabalhe o mais próximo do desejado. Entretanto, conforme o roll-off é tornado mais seletivo, a banda passante não é mais plana, ela começa a produzir um 'ripple'. Este efeito é particularmente aparente na queda da banda passante, um efeito conhecido com fenômeno de Gibbs.
Além do processamento de sinais, um outro exemplo de uso dos filtros passa-faixa é nas ciências da atmosfera. É comum filtrar os dados meteorológicos com uma faixa de período de, por exemplo, 3 a 10 dias, de modo que apenas os ciclones permanecam como flutuações nos campos de dados.
Entre a frequência de corte inferior f1 e a frequência de corte superior f2 de um faixa de frequências está a frequência de ressonância, na qual o ganho do filtro é o máximo. A largura de banda de um filtro é a diferença entre f2 e f1.
Calculo de um filtro passa faixa simples:
{\displaystyle F=1/(2\pi \surd (LC))}
Em que:
F= Frequência da faixa passante
L= Valor do Indutor em Henry.
C= Valor do Capacitor em Faradays.